# Crepidium
Crepidium là một chi thực vật có hoa trong họ Lan.